# Miguel González Burgos
Miguel González Burgos (Valladolid, 20 marzo 1999) è un cestista spagnolo.

## Palmarès
- Campionato spagnolo: 1

Saski Baskonia: 2019-20